# Franz Blücher
Franz Blücher (ur. 24 marca 1896 w Essen, zm. 26 marca 1959 w Bad Godesberg) – niemiecki polityk i menedżer, deputowany krajowy, wicekanclerz i minister ds. planu Marshalla i współpracy gospodarczej (1949–1957), w latach 1958–1959 członek Wysokiej Władzy Europejskiej Wspólnoty Węgla i Stali.
Współzałożyciel Wolnej Partii Demokratycznej (FDP), jej wiceprzewodniczący (1948–1949) i przewodniczący (1949–1954).

## Życiorys
Pochodził z rodziny katolickiej z klasy średniej. W 1915 zdał maturę. Następnie do 1918 walczył w I wojnie światowej dochodząc do rangi oficera rezerwy, później do 1919 przebywał w niewoli francuskiej. Podjął następnie studia z historii i nauk politycznych, które jednak przerwał po śmierci ojca z przyczyn finansowych, ukończył kurs z zakresu sprzedaży. Pracował jako handlowiec i menedżer w przedsiębiorstwach z branży przemysłu i budownictwa w Essen. Był następnie prokurentem spółki J. H. Vogeler, a od 1943 do 1946 dyrektorem National-Banku w Essen. W tym okresie pozostawał bezpartyjny i niechętny nazistom.
Po wojnie przystąpił do Partii Liberalno-Demokratycznej w Essen, która później stała się Wolną Partią Demokratyczną (Blücher był pomysłodawcą tej nazwy). Od 1946 r. kierował FDP w brytyjskiej strefie okupacyjnej, od 1948 pozostawał wiceprezesem, a od 1949 do 1954 szefem ugrupowania. W okresie jego prezesury nasilały się tarcia pomiędzy poszczególnymi frakcjami, w których próbował mediować. Od 1946 do 1947 r. zasiadał w landtagu Nadrenii Północnej-Westfalii i pełnił funkcję ministra finansów tego landu, od 1947 do 1949 r. należał do Rady Gospodarczej Bizonii (odpowiednika parlamentu). W latach 1949–1958 deputowany Bundestagu. Od 20 września 1949 do 25 października 1957 wicekanclerz w dwóch rządach Konrada Adenauera i jednocześnie minister ds. planu Marshalla (do 1953) i współpracy gospodarczej (1953–1957). W 1956 wystąpił z Wolnej Partii Demokratycznej wraz z grupą zwolenników Augusta-Martina Eulera, następnie krótko należał do Wolnej Partii Ludowej o bardziej konserwatywnym profilu. Na początku 1957 przystąpił wraz z nią do Partii Niemieckiej (Deutsche Partei), z listy której w 1957 uzyskał reelekcję.
Od 1949 do 1951 był federalnym przedstawicielem w IAR (międzynarodowej radzie zarządzającej Zagłębiem Ruhry). Kierował niemiecką frakcją Międzynarodówki Liberalnej (1947–1956), od 1955 wiceprzewodniczący rady ministrów OEEC. Od 13 stycznia 1958 do 26 marca 1959 członek Wysokiej Władzy Europejskiej Wspólnoty Węgla i Stali, odpowiadał m.in. za finanse, budżet i administrację.
Zmarł niespodziewanie w Bad Godesberg dwa dni po swoich 63. urodzinach. Pochowany na cmentarzu Bredeney w Essen.

## Życie prywatne
W 1925 zawarł w Essen związek małżeński z Paulą Grohse-Frie (1896–1981). Para nie miała dzieci.

## Odznaczenia
Odznaczony m.in. Krzyżem Wielkim II Klasy Orderu Zasługi Republiki Federalnej Niemiec (1954), Orderem Jerzego I pierwszej klasy (1954), Orderem Zasługi Republiki Włoskiej I klasy (1955) oraz Krzyżem Wielkim I Klasy Odznaką Honorową za Zasługi dla Republiki Austrii (1956). Otrzymał doktoraty honoris causa Uniwersytetu Humboldtów w Berlinie (1954) i University of the Punjab (1957).